# (3153) Lincoln
(3153) Lincoln (1984 SH3) – planetoida z pasa głównego asteroid okrążająca Słońce w ciągu 3,77 lat w średniej odległości 2,42 au. Odkryta 28 września 1984 roku.